# Acheilognathus longibarbatus
Acheilognathus longibarbatus är en fiskart som först beskrevs av Mai, 1978.  Acheilognathus longibarbatus ingår i släktet Acheilognathus och familjen karpfiskar. Inga underarter finns listade i Catalogue of Life.